# Miguel Balaguer Sanz
Miguel Balaguer Sanz, també conegut com a Canya (La Pobla de Vallbona, 1922 - 2006) fou un pilotaire valencià, jugà en la posició de mitger.
El malnom de Canya se li atribuí pel seu aspecte físic prim i alt. Va començar a jugar en el trinquet vell del poble i a Benaguasil, havent-se presentat en el Trinquet de Pelayo en 1944 i es retirà el 1960 per una lesió en el braç. Miguel Balaguer Canya va arribar als trinquets quan Mora II, el millor mitger de l'època anterior començava a declinar.
Canya era un jugador de nervi i amb una esquerra molt forta i segura, prompte va destacar fins a col·locar-se durant unes temporades en el primer lloc. Per això va jugar amb els rests de més categoria i en les partides més importants. En els tres famosos encontres de Llíria I davant Juliet es va alinear junt aquell. Innumerables van ser les partides extraordinàries en què va intervindre al llarg de la seva carrera però per destacar-ne una, pot citar-se el partit que es va jugar a Sueca, a benefici de Pailla II, en la qual Ferrer de Benaguasil, Canya i Llíria II van guanyar a Juliet i Patet, per 60 a 55 tants. Partit que, en opinió del mateix Miguel Balaguer, va ser el millor de tota la seva vida. Ja retirat en agost de 1973, en un torneig que va organitzar el trinqueter d'Alzira, Fontana, entre veterans es van tornar a enfrontar Ferrer i Canya contra Juliet i Lazaro, guanyant els primers punts amb bastant facilitat, ja que Canya mai havia deixat de practicar pilota.
A més de pilotari, Miguel Balaguer fou trinqueter en el trinquet nou de la Pobla on treballà per la recuparació de la Pilota Valenciana. Actualment, el trinquet porta el nom en homenatge a aquest pilotaire.